# 伊藤旭彦
伊藤 旭彦（いとう あきひこ、1983年1月10日 - 、男性）は、日本の実業家、元プロレスラー。

## 来歴
2003年6月15日、国士舘大学のレスリング部員としてキングダムエルガイツに参戦。
2005年1月24日、プロレスリング・ノアに入門。12月24日、ノア・ディファ有明大会で潮崎豪とタッグを組んで対力皇猛&ムシキング・テリー組戦でデビュー。同日には谷口周平、青木篤志（2019年死去）、太田一平（当時 太田圭則。2009年引退）もデビューしている。その後、同期生の谷口周平の跡を継ぎ、小橋建太の付き人を務めた。
2008年には若手選手のシングルリーグ戦・第2回モーリシャス杯争奪リーグ戦で優勝を飾る。これを機にジュニアヘビー級の次世代選手として注目されるようになり、同期生の青木篤志、所属していたユニット・バーニングの先輩だったKENTAや菊地毅らとのタッグで注目され、将来が嘱望された。2008年の日テレ杯争奪ジュニアヘビー級タッグリーグ戦には、青木篤志とのタッグを組んで、初参戦している。
2009年1月には、橋誠が保持するGHC無差別級王座に挑戦し敗北。また4月には青木とのタッグで、金丸義信&鈴木鼓太郎の保持するGHCジュニアヘビー級タッグ王座にも挑戦したが惜敗した。日テレ杯争奪ジュニアヘビー級タッグ・リーグ戦には、菊地毅とのタッグで参加し、2年連続で参戦。また他団体選手との試合にも、積極的に参戦した。同年下半期には、KENTAの呼びかけで青木篤志・伊藤旭彦の3人でチームとして活動していく旨が発表されるが、直後にKENTAが長期欠場になり、チームとしての活動開始が延期になる。
2009年12月23日には、ムシキング・テリーに変身して鈴木鼓太郎とシングルで対戦するが、鈴木が負傷しレフリーストップで勝利し、鈴木は負傷欠場になる。このときムシキング・テリーの正体は明かされていなかったが、2016年に行われた専門誌のインタビューで、2009年12月に鈴木鼓太郎とシングマッチを行って負傷欠場させた旨の発言があり、ムシキング・テリーの正体が伊藤旭彦だと判明した。
2010年1月より体調不良による欠場が続き、同年2月7日、引退することが発表された。引退後の2016年に行われた専門誌のインタビューで、精神面が弱ったことによる体調不良だったと明かし、同期生の太田一平の引退や自身の技が原因による味方選手・相手選手の負傷が続いたことが原因だと語っている。
引退後は実業家に転身し、御守御礼製造卸売業の第一問屋「株式会社タジマ」の取締役社長に就任している。

## 人物
- 元ジャパンプロレス副会長の大塚直樹の次女と結婚している。伊藤を大塚に紹介したのは永源遙で、大塚のスカウトを受ける形で前述のタジマに入社。2014年に大塚の後を受けて同社の取締役社長に就任している[4]。

## タイトル歴
プロレスリング・ノア
- モーリシャス杯争奪リーグ戦優勝（2008年）

## 得意技
- ドラゴン・スープレックス
- リバース・ゴリースペシャル・ボム
- マッド・スプラッシュ（開脚屈伸式ダイビング・ボディ・プレス）
- フロッグ・スプラッシュ（屈伸式ダイビング・ボディ・プレス）
- デスバレー・ボム
- ダブルアーム・スープレックス

## 入場曲
- The Rock Show（Blink-182）